# 70000 Tons of Metal
70000 Tons of Metal é um festival de heavy metal que tem lugar anualmente a bordo de um navio de cruzeiro com a participação de bandas dos vários subtipos de metal.
O evento ocorre durante cinco dias em alto-mar, incluindo um dia em alguma costa do Caribe.

## 1ª Edição (2011)
A primeira edição ocorreu entre 24 e 28 de janeiro de 2011 a bordo do MS Majesty of the Seas, saindo de Miami, indo até Cozumel e retornando a Miami. 2038 fãs de 48 países estiveram presentes, com 42 bandas fazendo dois shows cada em três palcos diferentes. Por ordem alfabética, os participantes do festival foram:
- Agent Steel
- Amon Amarth
- Arsis
- Blackguard
- Blind Guardian
- Circle II Circle
- Cripper
- Dark Tranquillity
- Death Angel
- Destruction
- Dusk Machine
- Ensiferum
- Epica
- Exodus
- Fear Factory
- Finntroll
- Forbidden
- Gamma Ray
- Iced Earth
- Korpiklaani
- Malevolent Creation
- Marduk
- Moonspell
- Nevermore
- Obituary
- Rage
- Raven
- Sabaton
- Sanctuary
- Saxon
- Sodom
- Sonata Arctica
- Swashbuckle
- Testament
- The Absence
- Trouble
- Twilight of the Gods
- Týr
- Uli Jon Roth
- Unleashed
- Voivod
- Witchburner

## 2ª Edição (2012)
A segunda edição ocorreu entre 23 e 27 de janeiro de 2012 a bordo do MS Majesty of the Seas, saindo de Miami, indo até às Ilhas Cayman e retornando a Miami. 2051 fãs de 55 países estiveram presentes, com 42 bandas, todas inéditas no festival, fazendo dois shows cada em três palcos diferentes. Por ordem alfabética, os participantes do festival foram:
- Alestorm
- Amorphis
- Annihilator
- Atheist
- Candlemass
- Cannibal Corpse
- Channel Zero
- Children of Bodom
- Coroner
- Crowbar
- Dark Funeral
- Diamond Plate
- Edguy
- Eluveitie
- Exciter
- God Dethroned
- Grave Digger
- HammerFall
- In Extremo
- Kamelot
- Kataklysm
- Massacre
- Megora
- Moonsorrow
- My Dying Bride
- Nightwish
- Orphaned Land
- Overkill
- Pestilence
- Pretty Maids
- Riot
- Samael
- Sapiency
- Stratovarius
- Suffocation
- Tankard
- Therion
- Tristania
- Venom
- Vicious Rumors
- Virgin Steele
- Whiplash

## 3ª Edição (2013)
A terceira edição ocorreu entre 28 de janeiro e 1 de fevereiro de 2013 a bordo do MS Majesty of the Seas, saindo de Miami, indo até ilhas Turcas e Caicos e retornando a Miami. 2037 fãs de 55 países estiveram presentes, com 42 bandas fazendo dois shows cada em três palcos diferentes. Por ordem alfabética, os participantes do festival foram:
- 3 Inches of Blood
- Anaal Nathrakh
- Anacrusis
- Angra
- Arkona
- Cryptopsy
- Delain
- Die Apokalyptischen Reiter
- Doro
- DragonForce
- Ektomorf
- Ensiferum
- ETECC
- Evergrey
- Fatal Smile
- Flotsam & Jetsam
- Gotthard
- Heidevolk
- Helloween
- Helstar
- Holy Grail
- Immolation
- In Flames
- Inquisition
- Kreator
- Lacuna Coil
- Lizzy Borden
- Metal Church
- Nightmare
- Nile
- Onslaught
- Rage e Lingua Mortis Orchestra
- Sabaton
- Sinister
- Steel Engraved
- Subway to Sally
- Threat Signal
- Tiamat
- Turisas
- Týr
- Unexpect

## 4ª Edição (2014)
A quarta edição ocorreu entre 27 e 31 de janeiro de 2014 a bordo do MS Majesty of the Seas, saindo de Miami, indo até Costa Maya e retornando a Miami. O destino do festival foi decidido por votação pelos passageiros que reservaram o seu bilhete antes de 27 de julho de 2013. 2051 fãs de 62 países estiveram presentes, com 41 bandas fazendo dois shows cada em três palcos diferentes. Por ordem alfabética, os participantes do festival foram:
- Atrocity
- Bonfire
- Carcass
- Cripper
- Cynic
- Dark Tranquillity
- Death
- Death Angel
- Dirty Rotten Imbeciles
- Fear Factory
- Finntroll
- Freedom Call
- Gloryhammer
- Haggard
- Hatesphere
- Izegrim
- Keep of Kalessin
- Leaves' Eyes
- Massacre
- Nekrogoblikon
- Novembers Doom
- Obituary
- Orphaned Land
- Overkill
- Poltergeist
- Pungent Stench
- Raven
- Rising Storm
- Satyricon
- Septic Flesh
- Soilwork
- Swallow the Sun
- Swashbuckle
- Symphony X
- Terrorizer
- The Haunted
- Twilight of the Gods
- Unearth
- Vicious Rumors
- Victory
- Xandria

## 5ª Edição (2015)
A quinta edição decorreu entre 22 e 26 de janeiro de 2015 a bordo do MS Liberty of the Seas, saindo de Fort Lauderdale, indo até Ocho Rios e retornando a Fort Lauderdale. Três mil ingressos foram postos à venda e 60 bandas estavam programadas para tocar. Por ordem alfabética, algumas das principais bandas foram:
- 1349
- Alestorm
- Amorphis
- Annihilator
- Anvil
- Apocalyptica
- Arch Enemy
- Artillery
- Behemoth
- Blind Guardian
- Cannibal Corpse
- Chimaira
- Crucified Barbara
- D-A-D
- Destruction
- Einherjer
- Ensiferum
- Equilibrium
- Gama Bomb
- God Dethroned
- Grave Digger
- Heathen
- In Extremo
- Kataklysm
- Korpiklaani
- Lake of Tears
- Michael Schenker's Temple of Rock
- Monstrosity
- Municipal Waste
- Napalm Death
- Origin
- Pretty Maids
- Primal Fear
- Refuge
- Riot V
- Soulfly
- Tank
- Therion
- Threshold
- Triosphere
- Trollfest
- Trouble
- Venom
- Whiplash
- Xentrix